# William James Roué
William James Roué, född 27 april 1879 i Halifax, Nova Scotia, död där 14 januari 1970, var en kanadensisk skeppsbyggare och känd för att ha ritat och konstruerat skonaren Bluenose, som vann flera kappseglingar för bankfiskeskonare i Newfoundlands farvatten.

## Biografi
William Roué var son till bryggerimästaren James Roué. Redan från fyraårsåldern älskade han segelbåtar. Som tonåring satt han ofta vid hamnen och studerade båtar i detalj och började rita av dem. När han var 17 år kom han i konflikt med sin lärare om uttalet av en nautisk term och slutade skolan. Han drömde om att studera till skeppsbyggare och började på en kvällskurs på den nya skolan för Konst och Design. På dagarna arbetade han i en detaljhandel och när han fyllde 18 år sökte han medlemskap i Nova Scotias Kungliga Segelsällskap. Medlemmar i sällskapet uppmärksammade hans skisser och beställde ritningar på yachter de ville bygga.
År 1903 började Roué arbeta i familjens bryggeri. 1907 gjorde han konstruktionsritningar till jakten Babette.

## Kappsegling
År 1920 beslöt tidningen Halifax Herald att anordna en kappsegling för bankfiskeskonare. Nova Scotia utmanade Massachusetts, men skonaren Esperanto från Gloucester, Massachusetts vann före Delawana från Lunenburg. Fiskarna från Halifax begärde revansch och utlyste en tävling för konstruktion av en snabb bankfiskeskonare. Roué vann med sin konstruktion och Bluenose byggdes på varvet Smith & Rhuland i Lunenburg. År 1921 vann Bluenose International Fisherman's Trophy. Roués skonare vann även kappseglingarna 1922, 1923, 1931, 1938.

## Segelfartyg (urval)
| Nr  | Fartyg        | Typ     | Byggår | Varv                           |
| --- | ------------- | ------- | ------ | ------------------------------ |
| 1   | Babette       |         | 1907   |                                |
| 17  | Bluenose      | skonare | 1921   | Smith & Rhuland                |
|     | Blue Dolphine | skonare |        | Shelburne Shipbuilders Limited |
| 20  | Roué 20       | slup    | 1922   |                                |
|     | Vagabond      | slup    |        |                                |
|     | Passing Cloud | skonare |        | Brian Walker, Vancouver        |
|     | Hebridee II   | skonare |        |                                |
| 161 | Bluenose II   | skonare | 1963   | Smith & Rhuland                |

## Utmärkelser och eftermäle
- 1921 – Roué förärades ett guldur med anledning av att Kanada vann International Fischermen's Trophy.
- 1998 – Kanadas postverk gav ut ett frimärke med bild av Roué och Bluenose.[6]